# Djezla
Djezla, Dschesla, Djesla, Dzisla, Djezia, war ein Volumenmaß für Flüssigkeiten und auch eine Masseneinheit (Gewichtsmaß) auf Sansibar.
Das Handelsgewicht wurde der Ware angepasst. Ursprünglich als Volumenmaß hatte das Maß 257,4 Liter bzw. 205,714 Liter.
- 1 Djezla/Dschesla für Kauris = 158,667 Kilogramm
- 1 Djezla/Dschesla ungeschälter Reis = 129,274 Kilogramm
- 1 Djezla/Dschesla geschälter Reis = 176,901 Kilogramm

Dzisla als amtliches Hohlmaß in Deutsch-Ostafrika war hauptsächlich für Palmenkerne vorgesehen.
- 1 Dzisla = 4 Farra = 60 Pischi = 192 Liter[3]